# Lugo (Włochy)
Lugo – miejscowość i gmina we Włoszech, w regionie Emilia-Romania, w prowincji Rawenna.
Według danych na rok 2004 gminę zamieszkiwało 31 519 osób, 271,7 os./km².

## Współpraca
Miejscowość partnerska:
- Fleurus, Belgia